# Квазитрохоидальная траектория
Квазитрохоида́льная траекто́рия — сложная траектория какого-либо объекта, имеющего поступательные и вращательные составляющие движения. Подобная траектория именуется квазитрохоидальной, поскольку на малом участке её возможно приблизить трохоидальной кривой.
Примером квазитрохоидальной траектории является траектория летательного аппарата перемещающегося в пространстве и вращающегося вокруг своей оси, траектория заряженной частицы в неоднородном и нестационарном электромагнитном поле, траектория вихревого образования в атмосфере и в жидкости, и т. п.

## Анализ и сопровождение
В случае жесткого тела, ограничиваются рассмотрением траектории движения лишь одной принадлежащей ему точки, принятой за реперную. При рассмотрении движения слабо связанных, но имеющих однообразное движение объектов, к примеру, атмосферных завихренностей, рассматривают совокупность реперных точек, наиболее приближающих заданный процесс, и разбитых на группы, например, по степени удалённости от центра вращения. Основная задача при сопровождении рассматриваемых объектов заключается в оценке параметров траектории для выявления их внутренних свойств, и прогнозировании дальнейшего движения.

## Получение
Обычно траектории получают проецированием трёхмерных координат на плоскость. Двумерные координаты объекта возможно получить двумя способами. При первом способе, входные двумерные координаты привязываются к временным отсчётам, обычно эквидистантным, что существенно упрощает последующие вычисления. Одной из принципиальных особенностей является возможное отсутствие каких-либо измеренных координат в определённые моменты времени, из-за нестабильности наблюдения или действия помех. Примером являются отсчёты координат, полученные РЛС либо оптико-электронной системой, выдающей видеоизображение. Во втором способе используется уже имеющаяся совокупность двумерных координат за какое-то определённое, обычно достаточно большое время, в случаях, когда отсутствует связь измеренных координат с моментами времени измерений.

## Модель
В параметрическом виде модель измеренного двумерного сигнала (квазитрохоидальной траектории) представляется в виде уравнений:
{\displaystyle \left\{{\begin{matrix}x(t)=x_{c}(t)+R(t)\cos(\theta (t))+n_{x}(t)\\y(t)=y_{c}(t)+R(t)\sin(\theta (t))+n_{y}(t)\end{matrix}}\right.} (1)
где: {\displaystyle x_{c}(t),y_{c}(t)} — координаты поступательной составляющей (центра вращения); {\displaystyle R(t)} — радиус вращения; {\displaystyle \theta (t)} — фаза вращения; {\displaystyle d\theta /dt=\omega (t)} — угловая частота вращения; {\displaystyle n_{x}(t),n_{y}(t)} — шумы измерения и действующие помехи; и т. д. Нестационарные параметры {\displaystyle x_{c}(t),y_{c}(t),R(t),\theta (t)} сигнала (1) в общем случае могут изменяться совершенно произвольно.
Для упрощения используется комплексная ф
орма записи параметрических уравнений (1). Полагая {\displaystyle z(t)=x(t)+iy(t)}, можно записать:
{\displaystyle z(t)=z_{c}(t)+R(t)\exp \left(i\theta (t)\right)+n_{z}(t)} (2)
В простейшем случае, при прямолинейном движении центра вращения, при постоянной частоте вращения и отсутствии шумов, будем иметь параметрические уравнения классической двумерной кривой — трохоиды:
{\displaystyle \left\{{\begin{matrix}x(t)=x_{0}+v_{x}t+R\cos(\omega t+\theta _{0})\\y(t)=y_{0}+v_{y}t+R\sin(\omega t+\theta _{0})\end{matrix}}\right.} (3)
где: {\displaystyle x_{0},y_{0}} — координаты начального положения центра вращения; {\displaystyle v_{x},v_{y}} — проекции скорости центра вращения; {\displaystyle \omega } — циклическая частота вращения; {\displaystyle \theta _{0}} — начальная фаза вращения.
Для более сложного случая используют следующую модель, имеющую одну составляющую вращения:
{\displaystyle z(t)=\sum _{p=0}^{P-1}c_{p}t^{p}+\left(\sum _{q=0}^{Q-1}R_{q}t^{q}\right)\exp \left(i\sum _{m=0}^{M-1}\theta _{m}t^{m}\right)} (4)
В общем случае, вращательных составляющих может быть произвольное количество. Применительно к реальным объектам, подлежащим распознаванию и сопровождению, например ЛА, обычно бывает достаточно всего двух гармонических членов. Первый отвечает за основное вращение по углу крена, тогда как второй отражает наличие какой-либо дополнительной составляющей второго порядка малости. Подобной гармоникой может быть описано, к примеру, явление флаттера — высокочастотного колебания вращающейся консоли стабилизатора или крыла ЛА. В этом случае одну из моделей можно представить как:
{\displaystyle z(t)=\sum _{p=0}^{P-1}c_{p}t^{p}+\sum _{g=0}^{G-1}\left(\left(\sum _{q=0}^{Q-1}R_{qg}t^{q}\right)\exp \left(i\sum _{m=0}^{M-1}\theta _{mg}t^{m}\right)\right)}
или
{\displaystyle z(t)=\sum _{p=0}^{P-1}\left(R_{p}\exp \left(\alpha _{p}t\right)\right)+\sum _{m=0}^{M-1}\exp \left(i\omega _{m}t+\theta _{m}\right)}
где: {\displaystyle G} — количество вращательных составляющих;
Для слежения за объектами необходимо выделение составляющих параметров траектории, таких как: координаты центра вращения, частоты вращения, текущей фаза вращения, радиуса вращения. По этим параметрам возможно решение задачи распознавания объекта, прогнозирования движения в случае пропадания координат, формирования модельной сглаженной траектории и др. Также, процесс измерения координат подвержен воздействию пассивных и активных помех, в результате действия которых появляются ошибки в измерениях, либо отсутствие достоверных измеренных координат.